# Coppa Italia 2023-2024 (calcio a 5)
La Coppa Italia 2023-2024 è la 39ª edizione assoluta della manifestazione e la 6ª disputata con la formula final four. La partecipazione alla competizione è riservata a tutte le formazioni partecipanti alla Serie A. La Final Four si è svolta tra il 22 e il 24 marzo al PalaErcole di Policoro.

## Formula
Il torneo è disputato dalle formazioni di Serie A e prevede due turni a eliminazione diretta e una Final Four in sede unica.

### Regolamento
Tutto il torneo è articolato su gare con formula a eliminazione diretta. Le 16 squadre saranno assegnate alla posizione di tabellone in base alla loro classificazione al termine del girone d'andata, andando a formare un tabellone tennistico. Entrambi i turni preliminari si giocheranno in casa della squadra meglio classificata al termine del girone d'andata. Le 4 vincenti il secondo turno si qualificano alla Final Four in sede unica.
In caso di parità al termine dei tempi regolamentari (nei primi due turni) sono previsti i tempi supplementari e, in caso di ulteriore parità, sarà qualificata la società con il miglior piazzamento al termine del girone d'andata.

## Programma
| Fase       | Sorteggio        | Date                 |
| ---------- | ---------------- | -------------------- |
| I turno    |                  | 23 – 24 gennaio 2024 |
| II turno   | 20 febbraio 2024 |                      |
| Final Four | 13 marzo 2024    | 22 – 24 marzo 2024   |

## Squadre qualificate
Sono iscritte d'ufficio tutte le società del campionato nazionale di Serie A. Il detentore del trofeo è il Real San Giuseppe, che non si è iscritto al campionato di Serie A, per cui non potrà difendere il titolo. L'Italservice è la squadra a essersi aggiudicata il maggiore numero di edizioni (2) tra le partecipanti.
| Partecipanti |                 |    |                   |
| 1            | Olimpus Roma    | 9  | Italservice       |
| 2            | Napoli          | 10 | Active Network    |
| 3            | Ecocity Genzano | 11 | Sala Consilina    |
| 4            | L84             | 12 | Fortitudo Pomezia |
| 5            | Meta Catania    | 13 | Città di Cosenza  |
| 6            | Feldi Eboli     | 14 | Ciampino          |
| 7            | CAME Treviso    | 15 | Mantova           |
| 8            | Sandro Abate    | 16 | Olimpia Verona    |

## I turno
Gli incontri del primo turno si disputeranno il 23 e il 24 gennaio in casa della società meglio classificata al termine del girone d'andata.

### Risultati
| Squadra 1       | Risultato   | Squadra 2         |
| --------------- | ----------- | ----------------- |
| Olimpus Roma    | 10 - 1      | Olimpia Verona    |
| Sandro Abate    | 4 - 6       | Italservice       |
| L84             | 3 - 2       | Città di Cosenza  |
| Meta Catania    | 3 - 2 (dts) | Fortitudo Pomezia |
| Ecocity Genzano | 8 - 1       | Ciampino          |
| Feldi Eboli     | 4 - 4 (dts) | Sala Consilina    |
| Napoli          | 6 - 2       | Mantova           |
| CAME Treviso    | 4 - 5 (dts) | Active Network    |

### Partite
| Arbitri: | Gianluca Rutolo (Chieti) Stefania Candria (Teramo) |
| Crono:   | Fabio Maria Malandra (Avezzano)                    |

| |           |                   |
| Dimas 3'08'’, 12'47'’ Biscossi 6'18'’, 30'55'’ Marcelinho 10'13'’, 36'44'’ Cutrupi 18'46'’, 27'12'’ Isgrò 19'50'’ Tres 30'29'’ | Marcatori | 15'14'’ Portinari |

| Arbitri: | Francesco Saverio Mancuso (Lamezia Terme) Giovanni Loprete (Catanzaro) |
| Crono:   | Massimo Seminara (Palermo)                                             |

|                                                  |           |                              |
| Podda 16'10'’ Pulvirenti 19'34'’ Turmena 49'10'’ | Marcatori | 7'00'’ Cesaroni 26'00'’ Dudu |

| Arbitri: | Antonio Dimundo (Molfetta) Vincenzo Cannistrà (Catanzaro) |
| Crono:   | Nicola Acquafredda (Molfetta)                             |

|                                                                |           |                                                                                             |
| Arillo 13'14'’ Wilde 13'44'’ Joselito 36'55'’ Avellino 38'48'’ | Marcatori | 13'33'’, 22'54'’ Miguelín 24'00'’, 29'56'’ Schiochet 28'00'’ Tonidandel 36'35'’ De Oliveira |

| Arbitri: | Ugo Ciccarelli (Napoli) Luca Di Battista (Avezzano) |
| Crono:   | Angelo Bottini (Roma 1)                             |

| |           |                   |
| Fusari 2'58'’, 4'01'’ Bissoni 8'11'’ Caruso 10'21'’ Pina 19'02'’ Barichello 20'58'’ Luizinho 21'49'’ Ranucci 34'00'’ | Marcatori | 9'24'’ Palmegiani |

| Arbitri: | Andrea Seminara (Tivoli) Mario Certa (Marsala) |
| Crono:   | Emilio Romano (Nola)                           |

|                                                                                               |           |                                |
| Borruto 7'39'’, 33'01'’ Mancuso 12'00'’ F. Perugino 29'57'’ De Luca 35'28'’ Ja. Salas 37'57'’ | Marcatori | 9'03'’ Cabeça 38'44'’ V. Salas |

| Arbitri: | Giulio Colombin (Bassano del Grappa) Pierluigi Minardi (Cosenza) |
| Crono:   | Giacomo Voltarel (Treviso)                                       |

|                                                            |           |                                                                          |
| J. Suton 22'17'’ Sacon 34'42'’ Turk 39'27'’ Vieira 44'39'’ | Marcatori | 22'42'’, 33'15'’ Poletto 28'45'’, 49'52'’ Berti Lorenzi 41'14'’ Caverzan |

| Arbitri: | Bartolomeo Burletti (Palermo) Michele Desogus (Cagliari) |
| Crono:   | Simone Zanfino (Agropoli)                                |

|                                                |           |                                     |
| Vidal 22'30'’ Mateus 38'26'’ Cuzzolino 39'52'’ | Marcatori | 20'35'’ Marchio 31'32'’ Bruno Petry |

| Arbitri: | Emilio Romano (Nola) Pasquale Crocifoglio (Napoli) Nicola Maria Manzione (Salerno) |
| Crono:   | Saverio Carone (Bari)                                                              |

|                                                       |           |                                                        |
| Venâncio 2'12'’, 4'01'’ Liberti 6'38'’ Patias 44'28'’ | Marcatori | 13'35'’, 46'45'’ Brunelli 18'35'’, 30'40'’ Cutrignelli |

## II turno
Gli incontri del secondo turno si disputeranno il 20 febbraio in casa della società meglio classificata al termine del girone d'andata.

### Risultati
| Squadra 1       | Risultato   | Squadra 2      |
| --------------- | ----------- | -------------- |
| Olimpus Roma    | 6 - 5 (dts) | Italservice    |
| L84             | 2 - 0       | Meta Catania   |
| Ecocity Genzano | 2 - 2 (dts) | Feldi Eboli    |
| Napoli          | 3 - 1       | Active Network |

### Partite
| Arbitri: | Luca Di Battista (Avezzano) Emilio Romano (Nola) |
| Crono:   | Simone Zanfino (Agropoli)                        |

|                         |           |  |
| Raguso 14'35'’, 36'50'’ | Marcatori |  |

| Arbitri: | Bartolomeo Burletti (Palermo) Ugo Ciccarelli (Napoli) |
| Crono:   | Alex Iannuzzi (Roma 1)                                |

|                                                                              |           |                                                                              |
| Marcelinho 28'15'’, 33'18'’, 42'13'’ Biscossi 44'19'’ Dimas 48'38'’, 49'00'’ | Marcatori | 2'06'’ Schiochet 7'55'’ Vavà 47'16'’ Barichello 49'11'’, 49'55'’ A. Ferreira |

| Arbitri: | Chiara Perona (Biella) Massimo Seminara (Palermo) |
| Crono:   | Luca Paverani (Roma)                              |

|                                    |           |                                  |
| Fusari 3'14'’ Braga 23'30'’ (aut.) | Marcatori | 7'10'’ Caponigro 18'55'’ Selucio |

| Arbitri: | Giacomo Valtarel (Treviso) Marco Moro (Latina) |
| Crono:   | Pasquale Crocifoglio (Napoli)                  |

|                                         |           |                   |
| Bolo 11'36'’, 30'14'’ Ercolessi 25'03'’ | Marcatori | 33'49'’ Scigliano |

## Final Four
La Final Four si è disputata il 22 e il 24 marzo presso il PalaErcole di Policoro. Il sorteggio si è tenuto il 13 marzo presso la Sala Inguscio della Regione Basilicata, a Potenza. In caso di parità al termine dei tempi regolamentari non sono previsti tempi supplementari nelle gare di semifinale, si procederà direttamente ai rigori.

### Tabellone
|  | Semifinali      | Semifinali      | Semifinali   |              |        | Finale | Finale | Finale |  |
|  |                 |                 |              |              |        |        |        |        |  |
|  | Ecocity Genzano | Ecocity Genzano | 0            |              |        |        |        |        |  |
|  | Ecocity Genzano | Ecocity Genzano | 0            |              |        |        |        |        |  |
|  | Napoli          | Napoli          | 5            |              |        |        |        |        |  |
|  | Napoli          | Napoli          | 5            |              | Napoli | Napoli | 6      |        |  |
|  |                 |                 |              |              | Napoli | Napoli | 6      |        |  |
|  |                 |                 | Olimpus Roma | Olimpus Roma | 3      |        |        |        |  |
|  | Olimpus Roma    | Olimpus Roma    | Olimpus Roma | Olimpus Roma | 3      | 3      |        |        |  |
|  | Olimpus Roma    | Olimpus Roma    |              |              |        |        |        |        |  |
|  | L84             | L84             | 2            |              |        |        |        |        |  |

### Risultati

#### Semifinali
| Arbitri: | Martina Piccolo (Padova) Luca Petrillo (Catanzaro) Luca Di Battista (Avezzano) |
| Crono:   | Emilio Romano (Nola)                                                           |

|  |           |                                                               |
|  | Marcatori | 10'51'’ Duarte 18'06'’, 32'49'’, 39'06'’ Borruto 32'16'’ Bolo |

| Arbitri: | Giulio Colombin (Bassano del Grappa) Davide De Ninno (Varese) Davide Plutino (Reggio Emilia) |
| Crono:   | Saverio Carone (Bari)                                                                        |

|                                             |           |                             |
| Fortino 12'40'’ Marcelinho 13'49'’, 25'33'’ | Marcatori | 6'00'’ Raguso 34'02'’ Vidal |

#### Finale
| Arbitri: | Nicola Maria Manzione (Salerno) Chiara Perona (Biella) Simone Zanfino (Agropoli) |
| Crono:   | Luca Paverani (Roma)                                                             |

| |            | |
| Borruto 00'45'’, 26'50'’ Mancuso 13'02'’ Bolo 16'27'’, 19'58'’, 38'05'’ | Marcatori  | 9'38'’ Dimas 24'35'’, 36'11'’ Marcelinho |
| · Andrea De Gennaro 94 · Fernando Perugino 6 · Javier Adolfo Salas 10 · 16'18'’ Lucas Bolo 24 · Cristian Borruto 9 · Caio Ainsa 1 · Marco Ercolessi 2 · Massimo De Luca 7 · 37'21'’ Diego Mancuso 8 · 39'25'’ Tommaso Colletta 17 · Luca De Simone 23 · Alessio Saponara 65 | Formazioni | · 13 Daniele Ducci · 3 Rudinei Tres · 10 Christopher Cutrupi 21'18'’ · 77 Dimas 16'18'’ · 20 Rodolfo Fortino 16'18'’, 18'59'’ · 28 Caique Rodriguez 0'45'’ · 6 Gabriel Rinaldin Bondaruk · 7 Antonino Isgrò · 18 Tommaso Ceccarelli · 19 Marcelinho 25'19'’ · 24 Matteo Biscossi · 26 Ivan Cutruneo |
| Fulvio Colini | Allenatori | Daniele D'Orto |

## Classifica marcatori
| Gol |  |  | Giocatore                 | Squadra                             |
| --- |  |  | ------------------------- | ----------------------------------- |
| 9   |  |  | Marcelinho                | Olimpus Roma                        |
| 7   |  |  | Cristian Borruto          | Napoli                              |
| 6   |  |  | Lucas Bolo                | Napoli                              |
| 5   |  |  | Dimas                     | Olimpus Roma                        |
| 3   |  |  | Matteo Biscossi           | Olimpus Roma                        |
| 3   |  |  | Cristiano Fusari          | Ecocity Genzano                     |
| 3   |  |  | Mattia Raguso             | L84                                 |
| 3   |  |  | Murilo Schiochet          | Italservice                         |
| 2   |  |  | Venâncio Baldasso         | Feldi Eboli                         |
| 2   |  |  | Matheus Barichello        | Ecocity Genzano (1) Italservice (1) |
| 2   |  |  | Riccardo Berti Lorenzi    | Active Network                      |
| 2   |  |  | Leonardo Brunelli         | Sala Consilina                      |
| 2   |  |  | Nicola Cutrignelli        | Sala Consilina                      |
| 2   |  |  | Christopher Cutrupi       | Olimpus Roma                        |
| 2   |  |  | André de Santana Ferreira | Italservice                         |
| 2   |  |  | Miguelín                  | Italservice                         |
| 2   |  |  | Fábio Poletto             | Active Network                      |
| 2   |  |  | Pablo Vidal               | L84                                 |
| 2   |  |  | Diego Mancuso             | Napoli                              |

| Gol |  |  | Giocatore            | Squadra           |
| --- |  |  | -------------------- | ----------------- |
| 1   |  |  | Attilio Arillo       | Sandro Abate      |
| 1   |  |  | Luciano Avellino     | Sandro Abate      |
| 1   |  |  | Thiago Bissoni       | Ecocity Genzano   |
| 1   |  |  | Cabeça               | Mantova           |
| 1   |  |  | Vincenzo Caponigro   | Feldi Eboli       |
| 1   |  |  | Umberto Caruso       | Ecocity Genzano   |
| 1   |  |  | Marco Caverzan       | Active Network    |
| 1   |  |  | Paolo Cesaroni       | Fortitudo Pomezia |
| 1   |  |  | Leandro Cuzzolino    | L84               |
| 1   |  |  | Wilde Gomes da Silva | Sandro Abate      |
| 1   |  |  | Júlio De Oliveira    | Italservice       |
| 1   |  |  | Massimo De Luca      | Napoli            |
| 1   |  |  | Vinícius Duarte      | Napoli            |
| 1   |  |  | Dudu                 | Fortitudo Pomezia |
| 1   |  |  | Marco Ercolessi      | Napoli            |
| 1   |  |  | Rodolfo Fortino      | Olimpus Roma      |
| 1   |  |  | Mateus Garcia        | L84               |
| 1   |  |  | Antonino Isgrò       | Olimpus Roma      |
| 1   |  |  | Joselito             | Sandro Abate      |
| 1   |  |  | Francesco Liberti    | Feldi Eboli       |
| 1   |  |  | Luizinho             | Ecocity Genzano   |
| 1   |  |  | Paride Marchio       | Città di Cosenza  |
| 1   |  |  | Federico Palmegiani  | Ciampino          |
| 1   |  |  | Alessandro Patias    | Feldi Eboli       |
| 1   |  |  | Bruno Petry          | Città di Cosenza  |
| 1   |  |  | Gabriel Pina         | Ecocity Genzano   |
| 1   |  |  | Fernando Perugino    | Napoli            |
| 1   |  |  | Michele Podda        | Meta Catania      |
| 1   |  |  | Pietro Portinari     | Olimpia Verona    |
| 1   |  |  | Giovanni Pulvirenti  | Meta Catania      |
| 1   |  |  | Flavio Ranucci       | Ecocity Genzano   |
| 1   |  |  | Matheus Sacon        | CAME Treviso      |
| 1   |  |  | Javier Adolfo Salas  | Napoli            |
| 1   |  |  | Vander Salas         | Mantova           |
| 1   |  |  | Marco Scigliano      | Active Network    |
| 1   |  |  | Giancarllo Selucio   | Feldi Eboli       |
| 1   |  |  | Josip Suton          | CAME Treviso      |
| 1   |  |  | Felipe Tonidandel    | Italservice       |
| 1   |  |  | Luis Turmena         | Meta Catania      |
| 1   |  |  | Rudinei Tres         | Olimpus Roma      |
| 1   |  |  | Teo Turk             | CAME Treviso      |
| 1   |  |  | Vavà                 | Feldi Eboli       |
| 1   |  |  | Arlan Pablo Vieira   | CAME Treviso      |